# Ханс-Йоахим Хехт
Ханс-Йоахим Хехт е германски шахматист и двукратен шампион на родината си. Първото му име често е съкращавано на Хайо.

## Биография
Един от първите му международни турнири е в Кечкемет през 1964 г., където завършва на поделената девета позиция зад състезатели като Георги Трингов, Лудек Пахман, Ласло Сабо, Флорин Георгиу и Властимил Хорт. През 1968 в Бусум поделя шесто място (Роберт Хюбнер е победител). Постига други обещаващи резултати в Бусум (1969) и зоналния турнир в Raach същата година, но е видимо, че развитието му е бавно през този период от кариерата му и Хехт не е способен да се състезава за първото място в силни турнири.
Прогресът настъпва между спечеленото от него звание международен майстор през 1969 и ставането му гросмайстор през 1973 г., когато качеството на играта му се подобрява бързо и това се дължи по всяка вероятност на решението му да стане професионалист около 1970 г. Като резултат, Хехт участва в голям брой събития и успява да регистрира впечатляващи победи в Бад Пирмонт (1970 с Александър Матанович и Мато Дамянович), Олот (1971), Малага (1972), Монтила-Морилес (1972) и Дортмунд (1973 с Борис Спаски и Улф Андерсон). Хехт на два пъти спечелва първенството на Германия – 1970 и 1973.
През 1974 г. прави планове за сватба, осъзнавайки че доходите му са недостатъчни, за да изгради семейство. Като резултат от този извод, Хехт възстановява статута си на аматьор и започва работа в местния парламент, разположен в Солинген. Оженва се за Мари Цайтлер, сестра на бележития германски състезател по блинд шахмат Ханс Цайтлер, като двойката има двама сина – Кристофер и Волкмар, които са също шахматисти.
Хехт има дълга и успешна връзка с отборния шахмат. Между 1962 и 1986 г. участва в десет шахматни олимпиади. Участва също в три европейски отборни първенства, проведени в периода 1965-1977. Най-доброто му представяне е свързано със световното отборно първенство през 1985 г., когато спечелва индивидуален златен медал за представянето си на пета дъска.
В края на 70-те години Хехт намалява броя на участията си в турнири и се насочва към кореспондентния шахмат, завоювайки през 1980 г. званието „международен майстор по кореспондентен шахмат“.